# (2451) Dollfus
(2451) Dollfus ist ein Asteroid des Hauptgürtels, der am 2. September 1980 vom US-amerikanischen Astronomen Edward L. G. Bowell an der Anderson Mesa Station (IAU-Code 688) des Lowell-Observatoriums in Coconino County entdeckt wurde.
Der Asteroid wurde nach dem französischen Astronomen Audouin Dollfus benannt. Der Mitarbeiter des Pariser Observatoriums in Meudon entdeckte am 15. Dezember 1966 den Saturnmond Janus.